# Бор (Петњица)
Бор је насеље у општини Петњица у Црној Гори. Према попису из 2003. било је 243 становника (према попису из 1991. било је 323 становника).

## Демографија
У насељу Бор живи 161 пунолетни становник, а просечна старост становништва износи 31,6 година (31,7 код мушкараца и 31,4 код жена). У насељу има 55 домаћинстава, а просечан број чланова по домаћинству је 4,42.
Ово насеље је великим делом насељено Бошњацима (према попису из 2003. године), а у последња два пописа примећен је пад у броју становника.
|  |

| Демографија | Демографија | Демографија |
| Година      | Становника  | Становника  |
| ----------- | ----------- | ----------- |
|             |             |             |
|             |             |             |
|             |             |             |
|             |             |             |
| 1948.       | 248         |             |
| 1953.       | 308         |             |
| 1961.       | 367         |             |
| 1971.       | 357         |             |
| 1981.       | 397         |             |
| 1991.       | 323         | 315         |
| 2003.       | 317         | 243         |
|             |             |             |

| Етнички састав према попису из 2003.‍ | Етнички састав према попису из 2003.‍ | Етнички састав према попису из 2003.‍ | Етнички састав према попису из 2003.‍ | Етнички састав према попису из 2003.‍ |
| ------------------------------------ | ------------------------------------ | ------------------------------------ | ------------------------------------ | ------------------------------------ |
|                                      |                                      |                                      |                                      |                                      |
| Бошњаци                              | Бошњаци                              |                                      | 237                                  | 97,53%                               |
| Црногорци                            | Црногорци                            |                                      | 1                                    | 0,41%                                |
| Муслимани                            | Муслимани                            |                                      | 1                                    | 0,41%                                |
| непознато                            | непознато                            |                                      | 4                                    | 1,64%                                |

| Година пописа     | 1948. | 1953. | 1961. | 1971. | 1981. | 1991. | 2003. |
| ----------------- | ----- | ----- | ----- | ----- | ----- | ----- | ----- |
| Број домаћинстава | 45    | 51    | 54    | 52    | 55    | 58    | 64    |

| Број чланова      | 1  | 2 | 3 | 4 | 5 | 6  | 7  | 8 | 9 | 10 и више | Просек |
| ----------------- | -- | - | - | - | - | -- | -- | - | - | --------- | ------ |
| Број домаћинстава | 55 | 7 | 7 | 6 | 5 | 11 | 10 | 6 | 1 | 1         | 1      |

| Пол    | Укупно | Неожењен/Неудата | Ожењен/Удата | Удовац/Удовица | Разведен/Разведена | Непознато |
| ------ | ------ | ---------------- | ------------ | -------------- | ------------------ | --------- |
| Мушки  | 97     | 38               | 50           | 8              | 0                  | 1         |
| Женски | 77     | 19               | 49           | 8              | 0                  | 1         |
| УКУПНО | 174    | 57               | 99           | 16             | 0                  | 2         |

| Пол    | Укупно                    | Пољопривреда, лов и шумарство | Рибарство                            | Вађење руде и камена | Прерађивачка индустрија       |
| ------ | ------------------------- | ----------------------------- | ------------------------------------ | -------------------- | ----------------------------- |
| Мушки  | 25                        | 9                             | 0                                    | 1                    | 1                             |
| Женски | 7                         | 0                             | 0                                    | 0                    | 5                             |
| УКУПНО | 32                        | 9                             | 0                                    | 1                    | 6                             |
| Пол    | Производња и снабдевање   | Грађевинарство                | Трговина                             | Хотели и ресторани   | Саобраћај, складиштење и везе |
| Мушки  | 0                         | 2                             | 2                                    | 0                    | 3                             |
| Женски | 0                         | 0                             | 0                                    | 0                    | 0                             |
| УКУПНО | 0                         | 2                             | 2                                    | 0                    | 3                             |
| Пол    | Финансијско посредовање   | Некретнине                    | Државна управа и одбрана             | Образовање           | Здравствени и социјални рад   |
| Мушки  | 0                         | 0                             | 1                                    | 5                    | 0                             |
| Женски | 0                         | 0                             | 0                                    | 1                    | 1                             |
| УКУПНО | 0                         | 0                             | 1                                    | 6                    | 1                             |
| Пол    | Остале услужне активности | Приватна домаћинства          | Екстериторијалне организације и тела | Непознато            | Непознато                     |
| Мушки  | 0                         | 0                             | 0                                    | 1                    | 1                             |
| Женски | 0                         | 0                             | 0                                    | 0                    | 0                             |
| УКУПНО | 0                         | 0                             | 0                                    | 1                    | 1                             |